# 全国杰出专业技术人才
全国杰出专业技术人才表彰每5年1次，由中共中央组织部、中共中央宣传部、人力资源和社会保障部和科技部主办。

## 第五届
- 赵春江 北京市农林科学院，研究员
- 吴汉明 中芯国际集成电路制造（北京）有限公司，研究员
- 肖长发 天津工业大学，教授
- 韩振勇 天津城建集团，高级工程师
- 杨绍普 石家庄铁道大学，教授
- 张英泽 河北医科大学第三医院，主任医师
- 张靖 山西大学，教授
- 许并社 太原理工大学，教授
- 李保卫 内蒙古科技大学，教授
- 路战远 内蒙古自治区农牧业科学院，研究员
- 陈洪铎 中国医科大学附属第一医院，主任医师
- 陈温福 沈阳农业大学，研究员
- 李国庆 东北电力大学，教授
- 王立春 中国农业科技东北创新中心，研究员
- 刘娣（女）黑龙江省农业科学院，教授
- 金成民 侵华日军第七三一部队罪证陈列馆，研究馆员
- 刘宪权 华东政法大学，教授
- 张强 上海联影医疗科技有限公司
- 张齐生 南京林业大学，教授
- 孙晓云（女）  江苏省美术馆，一级美术师
- 丁列明 浙江贝达药业股份有限公司，高级工程师
- 麦家 浙江省作家协会，艺术一级
- 魏臻 合肥工大高科信息科技股份有限公司，教授
- 钱江 安徽蓝盾光电子股份有限公司，高级工程师
- 尤民生 福建农林大学，教授
- 陈道炼 福州大学，教授
- 刘耀彬 南昌大学，教授
- 谢金水 江西省农业科学院，研究员
- 丁建生 烟台万华合成革集团有限公司，高级工程师
- 丛海波 威海市文登中心医院，主任医师
- 茹振钢 河南科技学院，教授
- 宋纯鹏 河南大学，教授
- 游艾青 湖北省农业科学院，研究员
- 汤亚杰 湖北工业大学，教授
- 唐浩明 湖南岳麓书社有限责任公司，编审
- 何清华 湖南山河智能装备股份有限公司，教授
- 王俊 深圳华大基因研究院，研究员
- 吴一龙 广东省人民医院，教授
- 王頠 广西民族博物馆，研究馆员
- 石德顺 广西大学，研究员
- 李灼日 海南省人民医院，主任医师
- 杨培增 重庆医科大学附属第一医院，教授
- 杨新民  重庆师范大学，教授
- 许强  成都理工大学，教授
- 段俊国 成都中医药大学附属医院，教授
- 熊康宁 贵州师范大学，教授
- 丁贵杰 贵州大学，教授
- 彭金辉 云南民族大学，教授
- 番兴明 云南省农业科学院，研究员
- 尼玛扎西  西藏大学，教授
- 张平祥 西北有色金属研究院，研究员
- 寿锡凌（女）陕西省人民医院，主任医师
- 孙万仓 甘肃农业大学，教授
- 范多旺 兰州大成科技股份有限公司，教授
- 居·格桑  青海省果洛藏族自治州少数民族语言文字办公室，译审
- 马玉山 宁夏吴忠仪表有限责任公司，高级工程师
- 贾晓光 新疆维吾尔自治区中药民族药研究所，研究员
- 董连慧 新疆地质矿产勘查开发局，高级工程师
- 尹飞虎 新疆农垦科学院，研究员
- 王缉思 北京大学，教授
- 薛其坤 清华大学，教授
- 林崇德 北京师范大学，教授
- 尤肖虎 东南大学，教授
- 李兰娟（女）浙江大学医学院附属第一医院，教授
- 赵中伟 中南大学，教授
- 陈懋章 男  北京航空航天大学，教授
- 张立同（女）西北工业大学，教授
- 班班多杰  中央民族大学，教授
- 邹翔 公安部第三研究所，研究员
- 熊盛青 中国国土资源航空物探遥感中心，高级工程师
- 秦虹（女）住房和城乡建设部政策研究中心，研究员
- 高吉喜 环境保护部南京环境科学研究所，研究员
- 贾大山 交通运输部水运科学研究院，研究员
- 钮新强 水利部长江勘测规划设计研究院，高级工程师
- 喻树迅 中国农业科学院，研究员
- 杨晶（女）故宫博物院，研究馆员
- 于德泉 中国医学科学院，研究员
- 许波 中国航天科工集团第四研究院，研究员
- 程春生（女）中国中化集团沈阳科创化学品有限公司，高级工程师
- 高宗余 中铁大桥勘测设计院集团有限公司，高级工程师
- 雷增光 中国核工业集团公司，高级工程师
- 毛明 中国北方车辆研究所，研究员
- 沈政昌 北京矿冶研究总院，高级工程师
- 宋宜纯 中央电视台，高级工程师
- 朱水芳 中国检验检疫科学研究院，研究员
- 杨桦 北京体育大学，教授
- 唐守正 中国林业科学研究院，研究员
- 周忠和 中国科学院古脊椎动物与古人类研究所，研究员
- 李建刚 中国科学院合肥物质科学研究院，研究员
- 李景源 中国社会科学院哲学研究所，研究员
- 高孟潭 中国地震局地球物理研究所，研究员
- 李维京 中国气象局国家气候中心，研究员
- 张继贤 中国测绘科学研究院，研究员
- 蒋兴伟 国家卫星海洋应用中心，研究员
- 陈可冀 中国中医科学院西苑医院，研究员
- 唐立 中国工程物理研究院，研究员
- 叶友达 中国空气动力研究与发展中心，研究员
- 金振中 中国人民解放军92493部队，高级工程师
- 王满玉 空军装备研究院，高级工程师

## 第六届
- 赵久然 北京市农林科学院，研究员
- 王拥军 首都医科大学附属北京天坛医院，主任医师
- 仲崇立 天津工业大学，教授
- 刘日平 燕山大学，教授
- 贾振华 河北省中西医结合医药研究院，主任医师
- 寇子明 太原理工大学，教授
- 张瑞平 山西白求恩医院，教授
- 刘永斌 内蒙古自治区农牧业科学院，研究员
- 韩佳彤 呼和浩特市同心德市政工程设计研究有限公司，正高级工程师
- 尚红（女）中国医科大学附属第一医院，主任医师
- 朱蓓薇（女）大连工业大学，教授
- 王春凤（女）吉林农业大学，教授
- 严干贵 东北电力大学，教授
- 冷友斌 黑龙江飞鹤乳业有限公司，高级工程师
- 蔡蔚 哈尔滨理工大学，教授
- 刘昌胜 上海大学，教授
- 罗利军 上海市农业生物基因中心，研究员
- 双传学 《新华日报》社（新华报业传媒集团），研究员
- 邢卫红（女）南京工业大学，研究员
- 陈文兴 浙江理工大学，教授
- 姚力军 宁波江丰电子材料股份有限公司，正高级工程师
- 刘庆峰 科大讯飞股份有限公司，正高级工程师
- 汪天平 安徽省血吸虫病防治研究所，主任医师
- 郑少泉 福建省农业科学院，研究员
- 鲍晓军 福州大学，教授
- 罗胜联 南昌航空大学，教授
- 贺浩华 江西农业大学，教授
- 孔令让 山东农业大学，教授
- 崔洪芝（女）山东科技大学，教授
- 常俊标 河南师范大学，教授
- 魏世忠 河南科技大学，教授
- 梅书棋 湖北省农业科学院，研究员
- 方勤 湖北省文物考古研究所，研究馆员
- 易小刚 三一集团有限公司，正高级工程师
- 万步炎 湖南科技大学，教授
- 吴清平 广东省科学院微生物研究所，研究员
- 苏权科 港珠澳大桥管理局，正高级工程师
- 王双飞 广西大学，教授
- 杨章旗 广西壮族自治区林业科学研究院，正高级工程师
- 颜业岸 海南省琼海市嘉积中学，高级教师
- 周建庭 重庆交通大学，教授
- 赵金洲 西南石油大学，教授
- 杨正林 四川省医学科学院·四川省人民医院，教授
- 张华 贵州航宇科技发展股份有限公司，正高级工程师
- 刘健 贵州省人民医院，主任医师
- 王华 昆明理工大学，教授
- 石荔（女）西藏自治区人民医院，主任医师
- 刘向宏 西部超导材料科技股份有限公司，正高级工程师
- 郝定均 西安市红会医院，主任医师
- 张志明 甘肃中医药大学附属医院，主任医师
- 李宁民 天水市博物馆，研究馆员
- 侯生珍 青海大学，教授
- 金群华 宁夏医科大学总医院，主任医师
- 马依彤 新疆医科大学心血管病中心，主任医师
- 黄炯 新疆畜牧科学院，研究员
- 万素梅（女）塔里木大学，教授
- 方国根 人民出版社，编审
- 王利明 中国人民大学，教授
- 周其林 南开大学，教授
- 赵东元 复旦大学，教授
- 夏宁邵 厦门大学，教授
- 肖永平 武汉大学，教授
- 冯小明 四川大学，教授
- 王春辉 工业和信息化部电子第五研究所，高级工程师
- 杨圣敏 中央民族大学，教授
- 李彩霞（女）公安部物证鉴定中心，主任法医师
- 党亚民 中国测绘科学研究院，研究员
- 席北斗 中国环境科学研究院，研究员
- 姚亚波 首都机场集团有限公司，正高级工程师
- 李原园 水利部水利水电规划设计总院，正高级工程师
- 胡培松 中国水稻研究所，研究员
- 田周玲（女）国家图书馆，研究馆员
- 徐建国 中国疾病预防控制中心，研究员
- 詹庆元 中日友好医院，主任医师
- 邢继 中国核工业集团有限公司中国核电工程有限公司，正高级工程师
- 孙泽洲 中国航天科技集团有限公司第五研究院，正高级工程师
- 朱坤 中国航天科工集团有限公司第三研究院，研究员
- 蔡树军 中国电子科技集团有限公司第十三研究所，正高级工程师
- 杜继臣 中国通用技术（集团）控股有限责任公司航天医疗健康科技集团有限公司，主任医师
- 汪双杰 中国交通建设集团有限公司，正高级工程师
- 张金涛 中国计量科学研究院，研究员
- 牛睿 中广电广播电影电视设计研究院，正高级工程师
- 周继红（女）国家体育总局游泳运动管理中心，国家级教练
- 傅伯杰 中国科学院生态环境研究中心，研究员
- 陈发虎 中国科学院青藏高原研究所，研究员
- 周向宇 中国科学院数学与系统科学研究院，研究员
- 赵汀阳 中国社会科学院哲学研究所，研究员
- 张小曳 中国气象科学研究院，研究员
- 张守攻 中国林业科学研究院，研究员
- 仝小林 中国中医科学院广安门医院，主任医师
- 蒋海昆 中国地震台网中心，研究员
- 朱小龙 中国工程物理研究院，研究员
- 付小兵 解放军总医院，研究员